# Gen gap
Los genes gap codifican factores de transcripción en un embrión en desarrollo, controlando su subdivisión en partes anterior, media y posterior. Cada dominio es el progenitor de segmentos continuos. Entre los genes gap se pueden nombrar a los Krüppel, knirps, hunchback, giant y tailless.
Los genes gap se encuentran involucrados con el correcto desarrollo de la segmentación en Drosophila, marcando la transición entre, un embrión cuya diferenciación anteroposterior está determinada por un gradiente de morfógeno, y un embrión con tres grandes segmentos, cada uno con varios primordios de segmentación. Estos genes codifican factores de transcripción en el embrión en desarrollo1 y se caracterizan porque su activación está controlada por los genes de efecto maternal (en inglés maternal effect genes), los cuales determinan la polaridad anteroposterior del embrión temprano en Drosophila2.
Los genes gap se ubican en 3 loci diferentes denominados Krüppel, hunchback y knirps, afectando cabeza, tórax y abdomen respectivamente3. Las mutaciones en estos genes generan un fenotipo donde todo el segmento para el cual codifican se encuentra ausente, sin embargo, existen también otros dos genes que no codifican para todo un segmento sino que se sobrelapan con otros genes (como el caso de giant) o cuyas mutaciones impiden el desarrollo del segmento terminal (como lo hace tailless)2.
Los primeros en describir los genes gap fueron Christiane Nüsslein-Volhard & Eric Wieschaus en 1980, aunque previamente, Grool (1950) había identificado el rol que cumplía el gen Krüppel en la segmentación2. Nüsslein-Volhard & Wieschaus, a través de una serie de mutaciones, observaron la ausencia de varios segmentos en el embrión de Drosophila y describieron tres clases de genes involucrados: los genes gap, paired-ruled y de polaridad de segmentos2.
Estos genes se expresan en diferentes etapas. En el caso de los genes gap, estos inician su expresión por la presencia del gradiente de morfógeno; una vez inducidos su expresión y el efecto de genes maternos ha cesado, su regulación está determinada por los productos mismos de los genes, donde el gen Krüppel por ejemplo, no se expresa ni en la parte anterior ni en la posterior debido a que en ellas se encuentran las proteínas Hunchback y Giant, y, Tailless y Knirps, respectivamente; así, mutaciones en los genes de expresión anterior permitirán que Krüppel incremente su expresión en esta zona, al igual que si la mutación sucede en la parte posterior y viceversa2. Esto sucede como consecuencia de que los productos de los genes gap son proteínas de unión al ADN que actúan como reguladores de los mismos genes2.
En estadios más tardíos del desarrollo, las proteínas generadas por los genes gap cobran importancia al reconocer los potenciadores (enhancer) que permiten la transcripción de los genes paired-ruled, los cuales determinarán los segmentos como tal en Drosophila2. Así, los genes gap no solo son importantes al momento de expresarse sino también modulando otros procesos celulares que llevarán al correcto desarrollo del embrión como tal.